# 김기두 (배우)
김기두(金基斗, 1982년 10월 25일 ~ )는 대한민국의 배우이다.

## 학력
- 수원과학대학 방송연예과

## 출연작

### 영화
- 《불후의 명작》 (2000년) - 고등학생 역
- 《사마리아》 (2004년) - 오빠 2 역
- 《백만장자의 첫사랑》 (2006년) - 평창반 아이 3 역
- 《가루지기》 (2008년) - 기두 역
- 《어우동: 주인 없는 꽃》 (2015년) - 김상선 역
- 《지워야 산다》 (2017년) - 점장 역 (우정출연)
- 《신 전래동화》 (2018년) - 맹자 역
- 《너의 여자친구》 (2019년) - 창길 역
- 《아내를 죽였다》 (2019년) - 기두 역
- 《슈퍼 베어》 (2020년) - 맥스 역 (목소리)
- 《짬뽕비권》 (2022년) - 방덕 역
- 《해적: 도깨비 깃발》 (2022년) - 곰치 역
- 《소녀작가 입문기》 (2023년) - 도련님 역
- 《스트리밍》 (2025년) - 태호 역 (특별출연)

### 드라마
- 《학교이야기》 (1998년, EBS) - 데뷔작
- 《깡순이》 (2004년, EBS) - 꼬꼬 역
- 《불멸의 이순신》 (2004년, KBS1) - 장평의 어린시종 역
- 《루루공주》 (2005년, SBS) - 주유소알바생 역
- 《천국보다 낯선》 (2006년, SBS) - 지웅 역
- 《얼렁뚱땅 흥신소》 (2007년, KBS2) - 오짱개 역
- 《청춘예찬》 (2009년, KBS1) - 천만 역
- 《특수사건 전담반 TEN》 (2011년 ~ 2012년, OCN) - 호스트바 종업원 역
- 《내 딸 서영이》 (2012년, KBS2)
- 《홀리랜드》 (2012년, Super Action) - 재석 역
- 《TV 문학관 - 강산무진》 (2012년, KBS1) - 조동수 역
- 《대왕의 꿈》 (2012년, KBS1) - 어린 염장 역
- 《왕가네 식구들》 (2013년, KBS2) - 호텔 매니저 봉세규 역
- 《정도전》 (2014년, KBS1) - 영춘 역
- 《불꽃 속으로》 (2014년, TV조선) - 사수 역
- 《당신만이 내사랑》 (2014년, KBS1) - 김인후 역
- 《장사의 신 - 객주 2015》 (2015년, KBS2)
- 《또! 오해영》 (2016년, tvN) - 기태 역
- 《마법의 핸드폰》 (2016년, Sohu TV) - 김호창 역
- 《스파크》 (2016년, 네이버TV) - 봉수 역
- 《날라리 시리즈 - 날라리 세일즈맨》 (2016년, 네이버TV) - 동철 역
- 《쓸쓸하고 찬란하神 - 도깨비》 (2016년, tvN) - 저승사자 역
- 《내성적인 보스》 (2017년, tvN) - (특별출연)
- 《듀얼》 (2017년, OCN) - 김익홍 역
- 《최강 배달꾼》 (2017년, KBS2) - 백공기 역
- 《변혁의 사랑》 (2017년, tvN) - 양진욱 과장 역
- 《고백부부》 (2017년, KBS2) - 취사병 예비역 역 (특별출연)
- 《멜로홀릭》 (2017년, OCN) - (특별출연)
- 《로봇이 아니야》 (2017년, MBC) - 마이애미 역
- 《인형의 집》 (2018년, KBS2) - 홍철수 역
- 《백일의 낭군님》 (2018년, tvN) - 구돌 역
- 《뷰티 인사이드》 (2018년, JTBC) - 의사 역 (특별출연)
- 《빅 포레스트》 (2018년, tvN)
- 《신의 퀴즈: 리부트》 (2018년, OCN) - 남상복 역
- 《초면에 사랑합니다》 (2019년, SBS) - (특별출연)
- 《퍼퓸》 (2019년, KBS2) - 박준용 역
- 《싸이코패스 다이어리》 (2019년, tvN) - 박재호 역
- 《메모리스트》 (2020년, tvN) - (특별출연)
- 《오케이 광자매》 (2021년, KBS2) - (특별출연)
- 《연모》 (2021년, KBS2) - 관상감 일관 역 (특별출연)
- 《키스 식스 센스》 (2022년, 디즈니+) - 강상구 역
- 《월수금화목토》 (2022년, tvN) - 김기두 역 (특별출연)
- 《금수저》 (2022년, MBC) - 안무인 역
- 《청춘월담》 (2023년, tvN) - 만덕 역
- 《이 연애는 불가항력》 (2023년, JTBC) - 관리소장 역 (특별출연)
- 《7인의 탈출》 (2023년, SBS) - 주용주 역
- 《힘쎈여자 강남순》 (2023년, JTBC) - 황금동 역
- 《본인 맞으세요?》 (2023년, 웹드라마)
- 《7인의 부활》 (2024년, SBS) - 주용주 역
- 《손해 보기 싫어서》 (2024년, tvN) - 체육 선생님 역 (특별출연)

### 연극
- 《도둑놈 다이어리》 (2012년) - 도두칠 역
- 《버스를 놓치다》 (2016년) - 멀티맨 역

### 방송
- 《라디오스타》 (2017년, MBC) - 역대게스트
- 《남원상사》 (2017년, XTM & tvN) - 진행
- 《미스터리 음악쇼 복면가왕》 (2018년, MBC) - 붉은 천만 있다면 어디든 갈 수 있어! 투우사! (참가자)
- 《이불쓰고 정주행》 (2019년, O tvN)
- 《똥강아지들》 (2019년, SBS 플러스)
- 《빌려드립니다 바퀴 달린 집》 (2021년, tvN)